# Lutzomyia diazi
Lutzomyia diazi är en tvåvingeart som beskrevs av Gonzales-broche R., García-avila I. 1981. Lutzomyia diazi ingår i släktet Lutzomyia och familjen fjärilsmyggor.
Artens utbredningsområde är Kuba. Inga underarter finns listade i Catalogue of Life.